# 吉尾勝征
吉尾 勝征（よしお かつゆき、1944年（昭和19年）5月28日 - 2019年（令和元年）12月21日）は、日本の地方政治家。第6代調布市長を1986年（昭和61年）から2002年（平成14年）まで4期16年にわたり務めた。

## 来歴
1968年（昭和43年）、早稲田大学法学部を卒業。
代議士秘書、東京都議会議員秘書を経て、1975年（昭和50年）に調布市議会議員に初当選。1985年（昭和60年）に調布市議会議長に就任。
1986年（昭和61年）に調布市長選挙に初当選。同年7月22日に第6代調布市長に就任した。1990年（平成2年）に再選、1994年（平成6年）に3選、1998年（平成10年）に4選を果たす。2002年（平成14年）7月7日の市長選では、自由民主党、公明党、保守党の推薦を受けて無所属で出馬したが、多選批判を掲げて立候補した無所属新人の長友貴樹に破れた。
市長在任中は、1987年（昭和62年）に市の鳥としてメジロを制定。1989年（平成元年）、市の第3次基本構想として「すてきにくらしたい・愛と美のまち調布」を策定した。2選後の1990年（平成2年）、甲州街道沿線の自治体が集まる「甲州街道サミット」の第1回を開催。また同年には「調布市国際交流平和都市宣言」を制定した。3選後の1994年（平成6年）には行財政改革指針を策定し、市制施行40周年を迎えた翌1995年（平成7年）には可燃ごみ収集業務を民間委託するなど、市の業務の民間委託と行政改革を推進した。
1997年（平成9年）には調布市の公式ウェブサイトを開設し、翌1998年（平成10年）にはコミュニティFM局「調布FM」が開局。同年には国土交通省が京王線調布駅付近連続立体交差事業を採択し、市長在任中の最大の事業のひとつとなった。
1999年（平成11年）にはFC東京の設立に出資。調布基地の跡地に建設された東京スタジアムの開業に尽力するなど、スポーツ振興にも力を注いだ。市長退任直前の2002年にはアジア初のFIFAワールドカップとなった2002 FIFAワールドカップが日韓合同で開催され、調布市はサウジアラビアチームのキャンプ地となった。
2000年（平成12年）には市の人口が20万人を突破。第4代市長・本多嘉一郎の在任中は約10万人であった人口が2倍に増えていた。同年には連続立体交差事業実現のため「中心市街地街づくり総合計画」を策定。同年の仙川駅前にロータリー設置計画の際には、当初は駅前の桜の木を伐採する計画であったが、地元民が「仙川駅前桜をまもる会」として署名運動が起きたため、要望に応えて桜の木を残した。
また同年3月21日にはコミュニティバス「調布市ミニバス」が運行開始し、最初の西路線（調布駅 - 飛田給駅）が開業したことも特筆される。
1999年（平成11年）5月1日から2002年（平成14年）7月21日まで、東京都市長会副会長を務める。2002年（平成14年）7月21日、任期満了により調布市長を退任。
2008年（平成20年）6月1日から2011年（平成23年）まで、調布市社会福祉事業団理事長を務める。2014年（平成26年）に旭日中綬章を受章。2014年12月17日から2019年6月19日まで、社会福祉法人東京かたばみ会理事を務める。
2019年（令和元年）12月21日死去。75歳没。葬儀は家族葬で執り行われた。

## 主な略歴
- 調布市議会議員：昭和50年6月1日 - 昭和61年7月13日
- 調布市議会議長：昭和60年7月26日 - 昭和61年6月9日
- 調布市長：昭和61年7月22日 - 平成14年7月21日

## 主な業績

### 文化
- 「映画俳優の碑」建立（1986年）[2]
- 第1回「ちょうふ音楽祭」開催（1987年）[2]
- 第1回「シネマ・フェスティバル・イン・調布」開催（1989年）[2]
- 調布市グリーンホール前の調布駅前公園（通称「タコ公園」）にからくり時計「平和と文化のモニュメント」を設置（1991年）[2]
- 地元の要望に応え「深大寺水車館」[9]を設置（1992年）[2]
- 「調布市文化会館たづくり」開設（1995年）[2]

調布市役所庁舎に隣接する「調布市文化会館たづくり」を開設した。市民の文化創造、生涯学習、国際交流の推進拠点として設置され、建設にあたっては市内の利用者団体代表や市民公募による「文化会館建設計画推進懇談会」を開催し、市民の声を反映させた。市長在任中の1995年（平成7年）10月1日に「調布市文化会館たづくり」がオープンした。
文化会館の4階から6階には、1966年（昭和41年）6月開設の調布市立中央図書館が移転し、スペースも大きく拡張された。
施設名の「たづくり」とは、律令国家において租税の一種である「調」として納めていた「布」のことで、調布の地名は多摩川で晒した布を「調」として朝廷に納めていたことに由来する。

### 交通
- 京王線調布駅付近連続立体交差事業

調布市では京王線の線路が市内を南北に分断しており、道路と鉄道の平面交差が社会・経済活動の大きな障害となっていた。当初は高架化による連続立体交差事業計画があったが、当時はまだ環境整備が十分でなく、1975年（昭和50年）にいったん断念したという経緯があった。
吉尾は「京王線の立体交差化なくして調布の発展はない」として都市基盤整備の最重要課題とし、調布市都市計画マスタープランを策定して実現に尽力した。事業主体となる東京都や京王電鉄との協議を経て、1998年（平成10年）には国が京王線調布駅付近連続立体交差事業を採択。退任直前となる2002年（平成14年）2月には京王線連続立体交差計画の地下化への都市計画変更を果たした。
市長が後任の長友貴樹に交代後、2012年（平成24年）8月19日に立体交差への切替工事が完了して国領駅・布田駅・調布駅の市内3駅が地下駅となり、市内18箇所に及ぶ踏切が廃止された。
- 調布市ミニバス

市長在任中の2000年にコミュニティバス「調布市ミニバス」の運行を開始、同年3月21日に最初の西路線が運行開始した。市長退任後に東路線、北路線が開業している。
東京多摩地域のコミュニティバスとしては、武蔵村山市、日野市、武蔵野市、多摩市、町田市、三鷹市に続き、7番目の開業である。

### スポーツ
東京スタジアムの開業（2001年）、同スタジアムへの国体開催誘致、Jリーグプロサッカーチーム・FC東京、ヴェルディ川崎（現：東京ヴェルディ1969）の誘致に力を注いだ。
皇風調布後援会会長を務め、調布市出身の力士・皇風の支援をしていた。